# Basis Bonn
Koordinaten: 50° 45′ 26″ N, 7° 3′ 57″ O

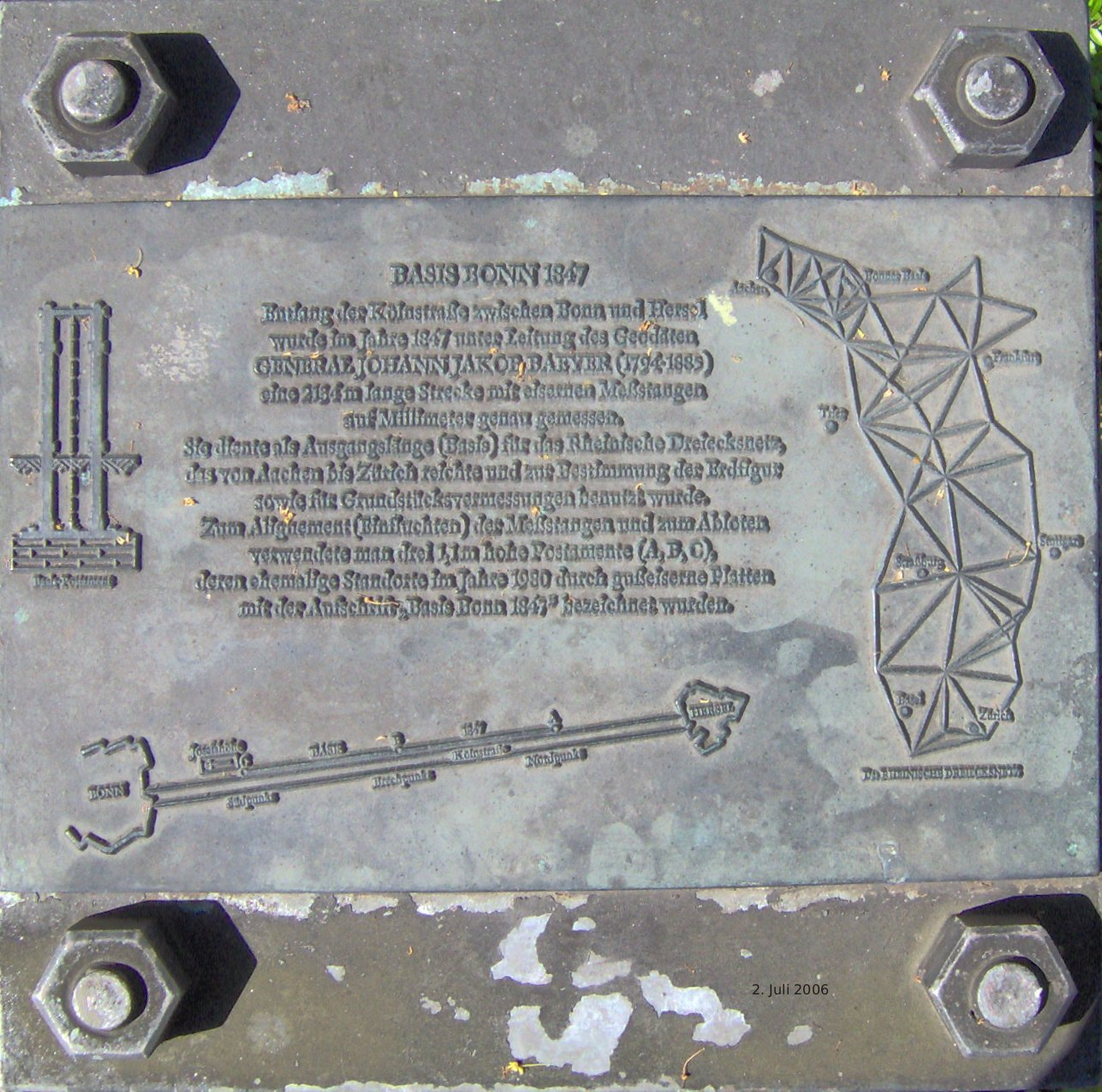
Punkt C Josefshöhe

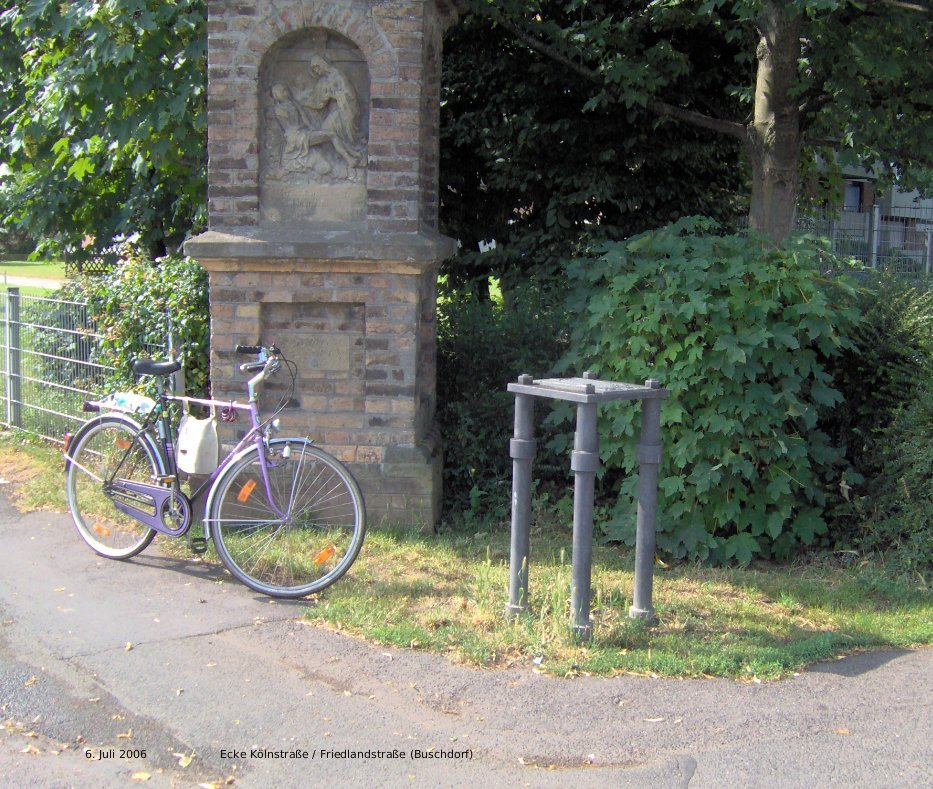
Punkt A Buschdorf

Die Basis Bonn ist eine 2,1 km lange geodätische Basislinie, die der Berliner Generalstabsoffizier Johann Jakob Baeyer als Grundlage für die Rheinische Dreiecksvermessung verwendet hat. Ihr Verlauf ist durch drei Vermessungspunkte markiert. An einem dieser Punkte, in Bonn-Auerberg an der Kölnstraße auf der Josefshöhe, steht vor der neugotischen Kapelle (von Heinrich Wiethase, dem Erbauer der Bonner Stiftskirche) ein gusseisernes Tischchen mit einer Gedenkinschrift:
BASIS BONN 1847 
 Entlang der Kölnstraße zwischen Bonn und Hersel 
  wurde im Jahre 1847 unter Leitung des Geodäten 
  General Johann Jakob Baeyer (1794–1885) 
  eine 2134 m lange Strecke mit eisernen Meßstangen 
  auf Millimeter genau gemessen. 
 Sie diente als Ausgangslänge (Basis) für das Rheinische Dreiecksnetz,
  das von Aachen bis Zürich reichte und zur Bestimmung der Erdfigur 
  sowie für Grundstücksvermessungen benutzt wurde. 
  Zum Alignement (Einfluchten) der Meßstangen und zum Abloten 
  verwendete man drei 1,1 m hohe Postamente (A, B, C), 
  deren ehemalige Standorte im Jahre 1980 durch gußeiserne Platten 
  mit der Aufschrift ‚Basis Bonn 1847‘ bezeichnet wurden.
Die Grafik unter dem Text zeigt, dass Punkt A kurz vor Bornheim-Hersel liegt, heute (Juli 2006) gekennzeichnet durch einen Gullydeckel und ein gusseisernes Tischchen an der Ecke Kölnstraße / Friedlandstraße in Bonn-Buschdorf (vor einer Backstein-Ädikula). Den „Brechpunkt“ B markiert heute ein Gullydeckel neben dem Radweg, ungefähr 20 m südlich vom Weg An der Landstraße (nördlich des Nordfriedhofs). Punkt C liegt vor dem Redemptoristenkloster Josefshöhe und dem zugehörigen Bonner Josephinum. Die Nähe zur Universität Bonn hat die Wahl der Vermessungsbasis begünstigt, weil der Astronom Friedrich Wilhelm August Argelander (Bonner Durchmusterung) in Bonn lehrte (Frühere Geodäten benutzten Sternörter, um die Positionen im Gradnetz der Erde zu verankern).
Zum Begriff des „Brechpunktes“ schreibt Baeyer (siehe Weblinks: Die Bonner Basis 1847 als technik-geschichtliches Denkmal): Der nördliche Endpunkt wurde nahe dem Dorfe Hersel, der südliche nahe bei der Capelle etwa auf dem halben Wege von Bonn nach Hersel gewählt, und der erstere mit A, der letzte mit C bezeichnet. Da die Chaussee nicht grade geht, so musste ziemlich in der Mitte noch ein dritter Punkt B angenommen werden. Alle drei Punkte liegen auf der westlichen Seite der Chaussee.

## Länge
Die drei Postamente bilden zusammen ein flaches Dreieck (ABC) von dem die Strecken AB und BC vermessen wurden. Die Strecke AC wurde 1876 mit 1094,854109 Toisen berechnet und mit 1094,844025 Toisen (≈ 2.133,89106 m) auf Meeresniveau umgerechnet.